# Stanisław Małachowski
Stanisław Małachowski (* 24. August 1736 in Końskie; † 29. Dezember 1809 in Warschau) war ein polnischer Abgeordneter und Staatsmann. Er gilt als einer der maßgeblichen Urheber der Verfassung von 1791.

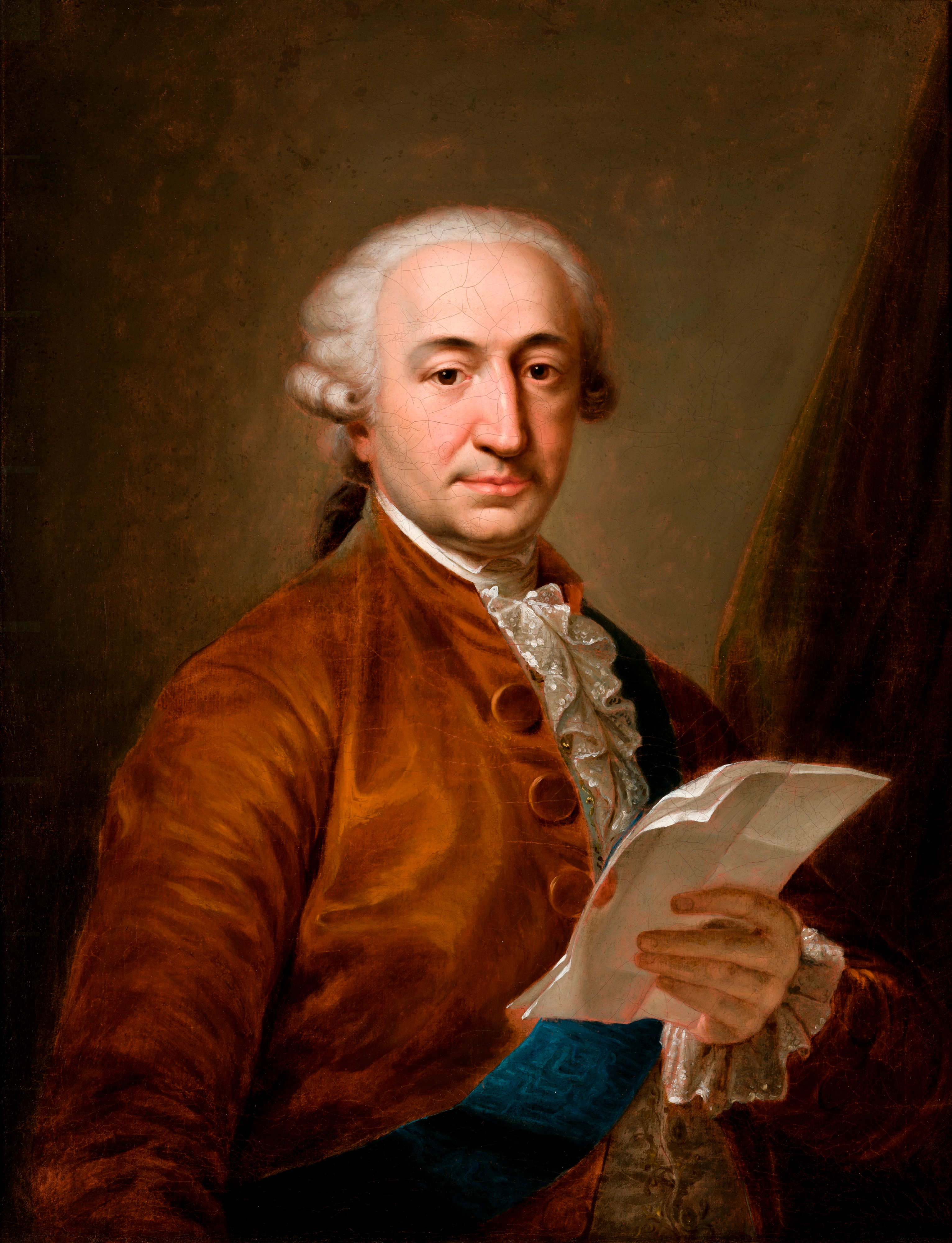
Stanisław Małachowski

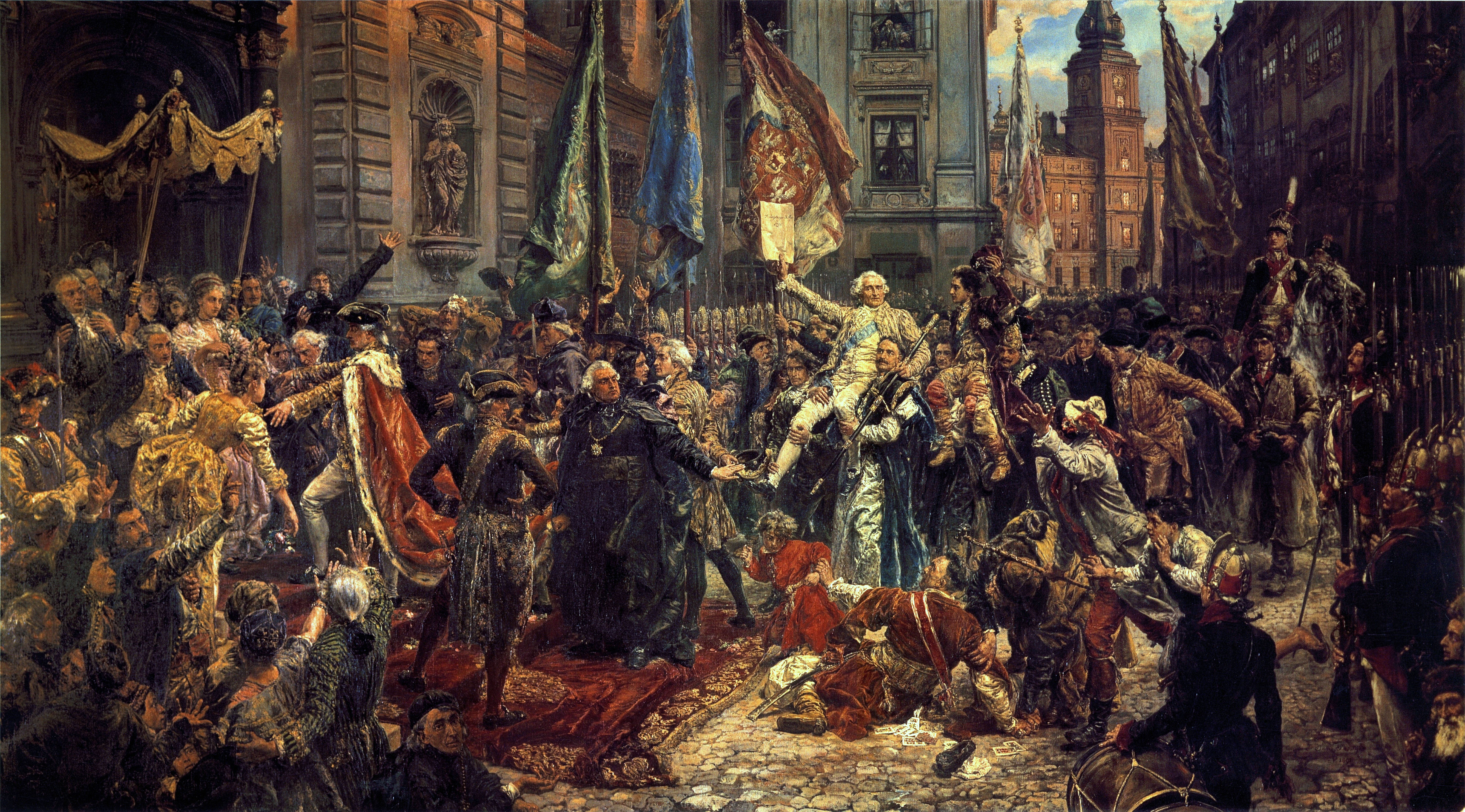
Annahme der Verfassung vom 3. Mai 1791. Historisierendes Gemälde von Jan Matejko (1881). Małachowski in der Bildmitte wird auf Schultern getragen und hält die Verfassung in die Höhe.

## Leben
Er stammte aus dem Adelsgeschlecht Małachowski und war Sohn des Krongroßkanzlers Jan Małachowski. Er studierte Rechtswissenschaften und wurde 1764 zum Landboten in den Sejm gewählt. Im Jahr 1771 wurde er zum Großreferendar der polnischen Krone ernannt. Als Mitglied der Landbotenkammer im Sejm hat er sich hohe Achtung erworben. Er gehörte als Mitglied im Ständigen Rat der Regierung an und wurde zum  Marschall (Präsident) des vierjährigen Sejms zwischen 1788 und 1792 gewählt. In dieser Funktion war er einer der Haupturheber der Verfassung vom 3. Mai 1791. Er unterzeichnete als Marschall des Sejm 1790 den Allianzvertrag mit Preußen mit dem Ziel, Polen vor einer Fremdherrschaft zu bewahren. Im Jahr 1792 verhandelte er vergeblich  mit einer sächsischen Delegation über die Einführung der erblichen Übertragung der polnischen Krone an den König von Sachsen. Małachowski war als Patriot strikter Gegner der russischen Partei, zu dessen Hauptverfechtern sein Bruder Hyazinth zählte. Während des Russisch-Polnischen Kriegs von 1792 hat er aus eigenen Mitteln erhebliche Gelder und große Mengen Lebensmittel für die polnischen Truppen zur Verfügung gestellt. Da er aber die russlandfreundliche Konföderation von Targowica nicht verhindern konnte, floh er ins Ausland. Am Kościuszko-Aufstand von 1794 beteiligte er sich nicht. Im Jahr 1799 wurde er dennoch in Warschau verhaftet und für ein Jahr in Krakau als Staatsgefangener inhaftiert. Man hatte ihm vorgeworfen, dass er für eine Zusammenkunft des polnischen Sejm in Mailand verantwortlich gewesen sein soll. Danach lebte er auf seinen Besitzungen. Nach der Gründung des Großherzogtums Warschau war er 1807 zunächst Vorsitzender einer vorläufigen Regierungskommission und wurde bald darauf Präsident des Senats. Sein Grabmal befindet sich in der Johanneskathedrale in Warschau.